# Warsy
Warsy is een gemeente in het Franse departement Somme (regio Hauts-de-France) en telt 116 inwoners (2009). De plaats maakt deel uit van het arrondissement Montdidier.

## Geografie
De oppervlakte van Warsy bedraagt 2,9 km², de bevolkingsdichtheid is dus 40 inwoners per km².
De onderstaande kaart toont de ligging van Warsy met de belangrijkste infrastructuur en aangrenzende gemeenten.

## Demografie
Onderstaande figuur toont het verloop van het inwonertal (bron: INSEE-tellingen).